# صورا
صورا، شهری در بخش جنوبی بابل باستانی، در غرب رود فرات قرار داشت. این شهر به خاطر محصولات کشاورزی‌اش معروف بود. محصولات این شهر، شامل انگور، گندم و جو بود. همچنین این شهر مرکز پژوهشگاه تورات‌شناسی بود و محل یشیوا بود که به همراه یشیوای پومبدیتا و یشیوای نهاردی، تلمودهای بابلی را عرضه کردند. 
به گفته ربی شریرا گائون، (به عبری: סורא) این شهر در تلمود به نام ماتا-مهاسیا (به عبری: מתא מחסיא) ذکر شده است؛ در حالی که ماتا-مهاسیا که بارها در تلمود یاد شده، به عنوان یکی از شاخه‌های دانشگاه صورا مشغول به خدمت بود. آکادمی صورا توسط ربی آبا آریکا در قرن سوم میلادی بنیان نهاده شد.
منابع سریانی این شهر را به عنوان  شهری مملو از یهودیان ذکر کردند که بین ماحوزا و الحیره در جنوب عراق، قرار داشت. ولی ربی تاترونای گائون در پاسخ گفت که این شهر در حدود شش کیلومتری الحیره قرار دارد.